# Wassyl-Stus-Preis
Der Wassyl-Stus-Preis (ukrainisch Премія імені Василя Стуса) ist ein Preis, der jährlich an Kulturschaffende auf Lebenszeit verliehen wird, die – unabhängig von ihrem Wohnsitz – einen bemerkenswerten Beitrag zur ukrainischen Kultur geleistet haben.
Der nach Wassyl Stus benannte Preis, wurde 1989 von der Ukrainischen Assoziation Unabhängiger Kreativer Intelligenz (UANTI) unter der Leitung von Jewhen Swerstjuk ins Leben gerufen. Seit 2016 wurde der Preis vom PEN Ukraine, der Kyiv-Mohyla Business School und dem Verlag Duch i Litera übernommen.

## Preisträger

### 1989
- Opanas Salywacha, Maler
- Wolodymyr Kutschynskyj, Regisseur
- Iwan Switlytschnyj, Dichter

### 1990
- Rajissa Lyscha, Dichterin und Malerin
- Borys Dowhan, Bildhauer

### 1991
- Sewruk Halyna, Malerin
- Marija Burmaka, Sängerin

### 1992
- Mykola Horbal, Dichter
- Olha Bohomolez, Ärztin und Sängerin
- Ihor Kalynez, Dichter und Schriftsteller
- Nadija Switlytschna, Schriftstellerin und Journalistin

### 1993
- Anna-Halja Horbatsch, Übersetzerin
- Andrij Mentuch, Maler
- Antonina Lystopad, Dichterin
- Andrij Antonjuk, Maler

### 1994
- Mychajlyna Kozjubynska, Schriftstellerin und Literaturkritikerin

### 1996
- Serhij Moros, Dichter und Komponist

### 1997
- Ihor Schuk, Barde und Liedschreiber

### 1998
- Die Telnyuk-Schwestern, Vokalduett
- Mykola Malyschko, Bildhauer und Maler
- Lana Perlulajnen, Dichter und Schriftsteller

### 1999
- Wassyl Slaptschuk, Schriftsteller

### 2000
- Wassyl Owsijenko, Publizist[3]
- Ljudmyla Semykina, Malerin
- Mojsej Fischbejn, Dichter und Übersetzer
- Wolodymyr Huba, Komponist

### 2001
- Halyna Stefanowa, Theater- und Filmschauspielerin
- Ljubow Pantschenko, Malerin[4]

### 2002
- Walentyna Mastjerowa, Journalistin und Schriftstellerin
- Anatol Perepadja, Übersetzer

### 2003
- Anatolij Rusnatschenko, Historiker
- Mychajlo Moskalenko, Übersetzer
- Walerij Frantschuk, Maler

### 2004
- Kostjantyn Moskalez
- Taras Kompanitschenko, Kobsar
- Iwanna Krypjakewytsch-Dymyd, Malerin

### 2005
- Hryhorij Hussejnow, Schriftsteller und Journalist
- Andrij Kryschtalskyj, Schriftsteller und Journalist

### 2006
- Olena Holub, Sängerin
- Jewhenija Leschtschuk, Dichterin
- Stanislaw Tschernilewskyj, Dichter und Filmregisseur

### 2007
- Mychajlo Tkatschuk, Filmregisseur
- Eleonora Solowej, Literaturkritikerin
- Oleksandra Matwijtschuk, Menschenrechtsaktivist[5]

### 2008
- Halyna Mohylnyzka, Dichterin
- Oleksandr Smyk, Barde und Liedschreiber

### 2009
- Myroslaw Marynowytsch, Religionswissenschaftler
- Ossyp Sinkewytsch, Literaturkritiker und Verleger

### 2010
- Stepan Semenjuk, UPA-Soldat und früherer politischer Häftling
- Oleksandr Rjabokrys, Regisseur
- Andrij Danyltschenko, Regisseur
- Kyrylo Bulkin, Schauspieler und Journalist
- Laryssa Massenko, Soziolinguist

### 2011
- Marija Owdijenko, Heimatforscherin und Dichterin
- „Sad“, Rockgruppe
- Jaroslawa Musytschenko, Journalistin

### 2012
- Jewhen Sacharow, Menschenrechtsaktivist
- Wolodymyr Wjatrowytsch, Historiker
- Iryna Schylenko, Dichterin

### 2013
- Mykola Plachotnjuk, Arzt und früherer politischer Gefangener
- Ljubow Minenko, Malerin
- Borys Tkatschenko, Publizist und Heimatforscher
- Sofija Fedyna, Sängerin und Fernsehmoderatorin

### 2014
- Ruslana Lyschytschko, Sängerin
- Swjatoslaw Wakartschuk, Musiker
- Oleksandr Poloschynskyj, Musiker[6]

### 2016
- Oleksandra Kowal, Verleger

### 2017
- Serhij Schadan, Schriftsteller та Musiker[7]

### 2018
- Boris Andrij Gudziak, Erzbischof[8]

### 2019
- Wladyslaw Trojizky, Schauspieler та Regisseur

### 2020
- Achtem Seitablajew, Regisseur

### 2021
- Taras Wozniak, Kultur- und Politikwissenschaftler

### 2022
- Witalij Portnykow, Journalist[9]

### 2023
- Serhij Bukowskyj, Regisseur